# Госпиталь Пяти священных язв
Госпиталь Пяти священных язв (Госпиталь Пяти ран, исп. Hospital de las Cinco Llagas, также госпиталь Ла Сангре (исп. Hospital de la Sangre)) — историческое здание в Севилье, где в настоящее время размещается Парламент Андалусии.
Строительство здания больницы началось в 1546 году на средства, оставленные по завещанию умершим в 1539 году доном Фадрике Энрикесом де Риберой, по проекту Мартина де Гаинсы, руководившего строительством до 1556 года. Здание открылось незаконченным в 1558 году. Больница размещалась в здании до 1972 года, и затем здание несколько лет пустовало. В 1986 году появился план реконструкции здания для размещения в нём органа законодательной власти Андалусии. Парламент начал свою работу в бывшем госпитальном здании 28 февраля 1992 года, в День Андалусии, хотя строительные работы завершились только в 2003 году.